# Peter-Joseph Drittenpreis
Peter-Joseph Drittenpreis (russisch Петер-Йозеф Дриттенпрейс, Пётр Александрович Дриттенпрейс; * 29. Juni 1841 in Bayern; † 5. Januar 1912 in Moskau) war ein Moskauer Architekt deutscher Abstammung.
Drittenpreis studierte 1859–1865 an der Kaiserlichen Kunstakademie in Sankt Petersburg. 1874 nahm er die russische Staatsbürgerschaft an.
Er war hauptsächlich beim Bau von Eisenbahnobjekten beschäftigt. 1880 bis 1900 entwarf er Häuser für verschiedene Moskauer Bauherren, meistens alte Kaufmannsfamilien. Diese Bauten waren im Stil des Eklektizismus gehalten, erst 1898–1901 entwarf er das Rachmanow-Haus in der Pokrowka-Straße im klaren Jugendstil.
Drittenpreis wurde 1892 zum Vorsitzenden des Moskauer Klubs der Deutschen gewählt.
Er wurde auf dem Wwedenskoje-Friedhof bestattet.
Sein Sohn, Wladimir Petrowitsch Drittenpreis (1878–1916), war Architekt und Maler. 1915 ließ er seinen Namen auf Gontscharow (nach seiner Mutter) ändern.

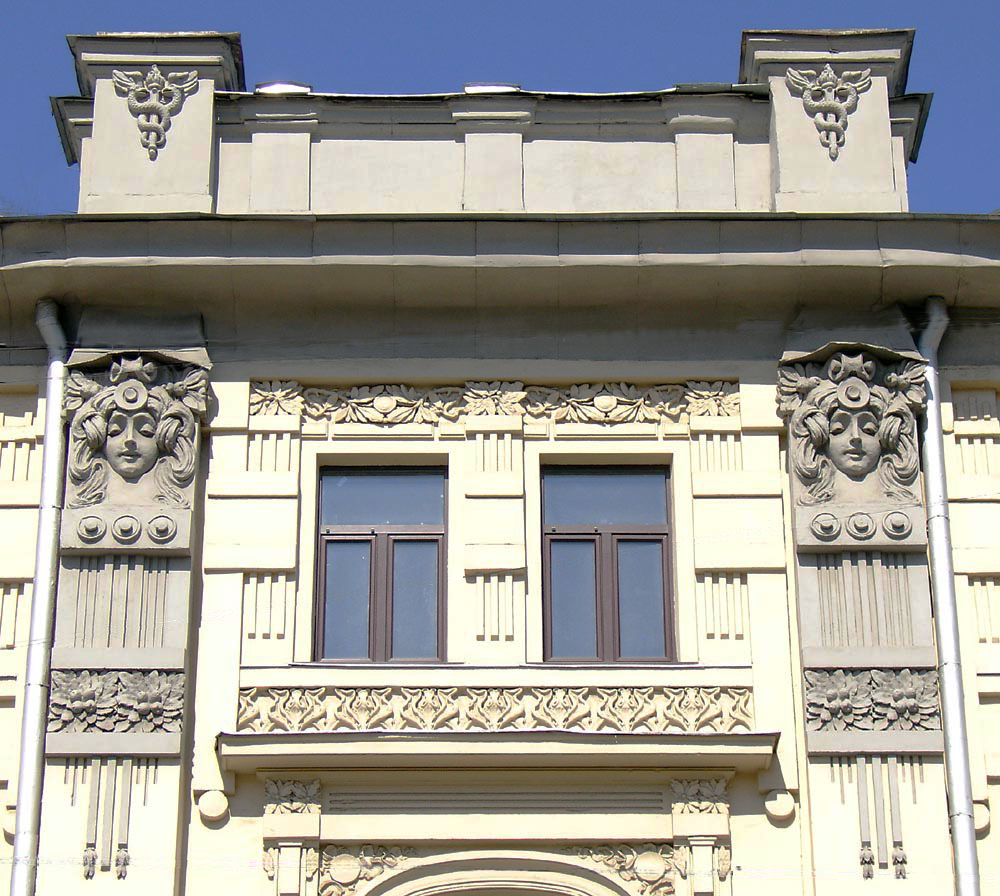
Pokrowka 19
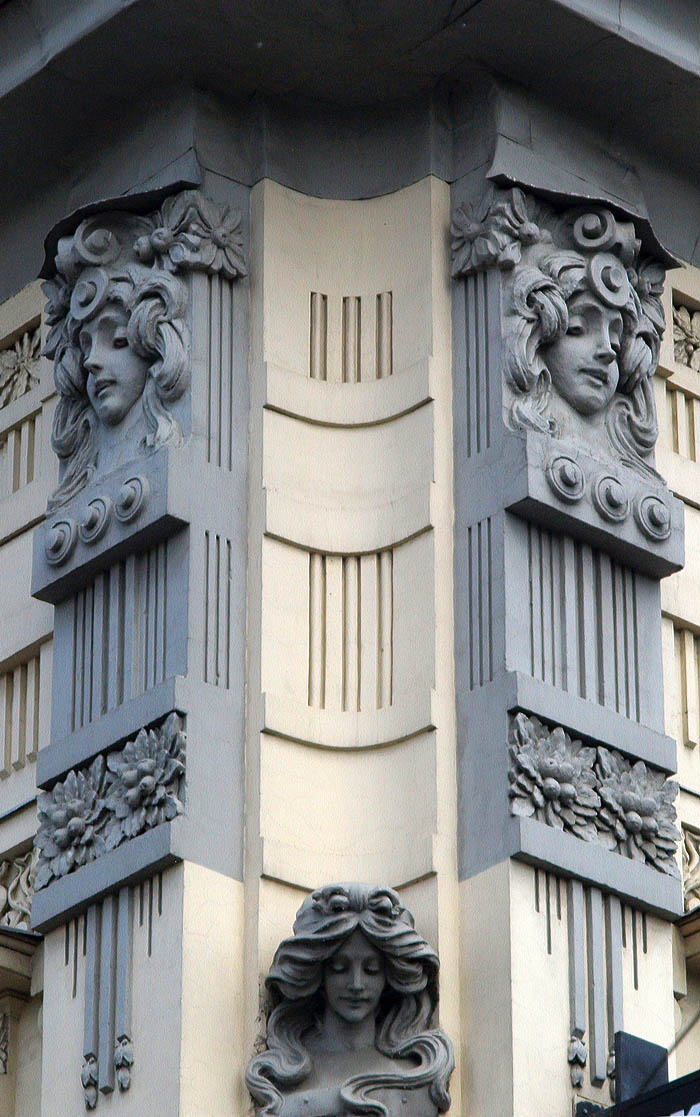
Pokrowka 19, Detail
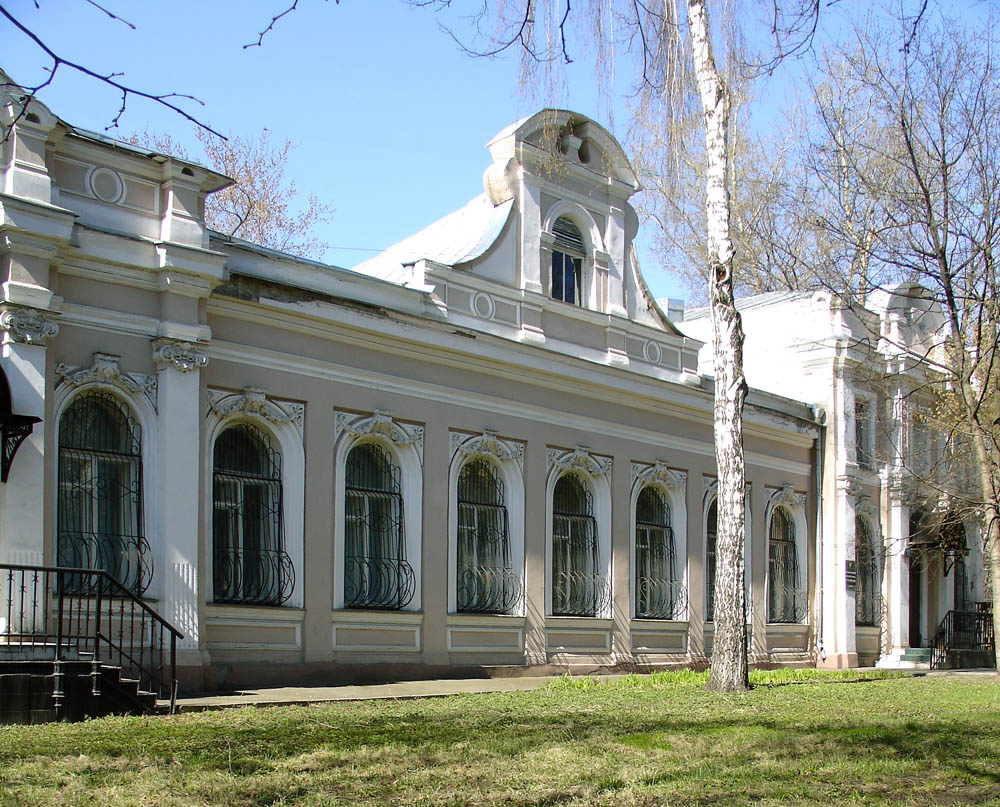
Pokrowskij Bulwar 12
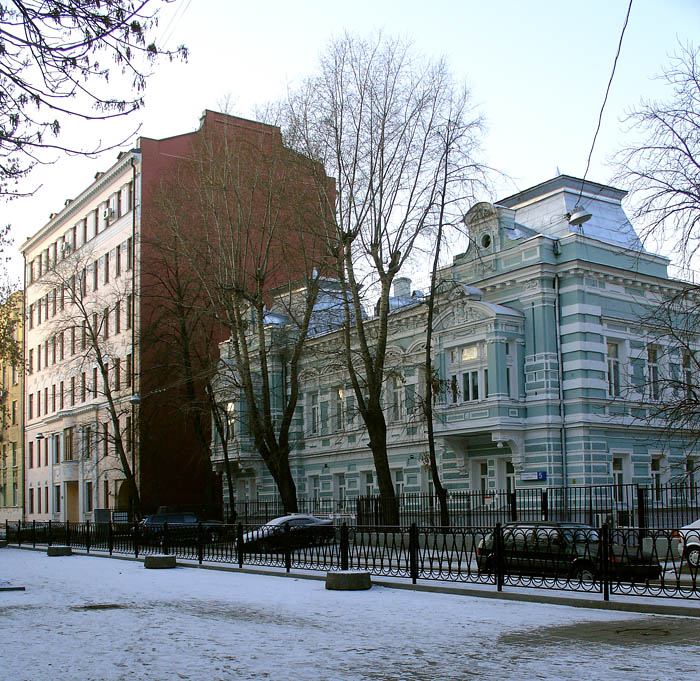
Ogorodnaja Sloboda 5 (rechts)

## Quelle
- Нащокина М.B.: Архитекторы московского модерна (Architekten der Moskauer Moderne), 2005, S. 169–170
- www.biografija.ru